# Копиеглава змия на Бразил
Копиеглавите змии на Бразил (Bothrops brazili) са вид влечуги от семейство Отровници (Viperidae).
Срещат се в горите на Амазония.
Таксонът е описан за пръв път от бразилския херпетолог Алфонс Ричард Хоге през 1954 година.